# National Taiwan University Hospital
Das National Taiwan University Hospital (chinesisch 國立台灣大學醫學院附設醫院, Pinyin Guólì Táiwān Dàxué Yīxuéyuàn Fùshè Yīyuàn, NTUH, Universitätsklinikum der Staatlichen Universität Taiwan) in Taipeh ist eines der ältesten und größten akademischen Lehrkrankenhäuser in Asien. Das Krankenhaus ist der Medizinischen Fakultät der Staatlichen Universität Taiwan zugehörig. Die seit 1895 bestehende Einrichtung zählt hinsichtlich der diagnostischen Möglichkeiten, der verfügbaren Behandlungen, der Krankenpflege und der Forschung zu den führenden Krankenhäusern im chinesischen Sprachraum.

## Geschichte
Das Krankenhaus wurde 1895 von Japanern gegründet und war damals das größte Krankenhaus Ostasiens. Damit ist das NTUH das älteste und größte Allgemeinkrankenhaus in Taiwan. 

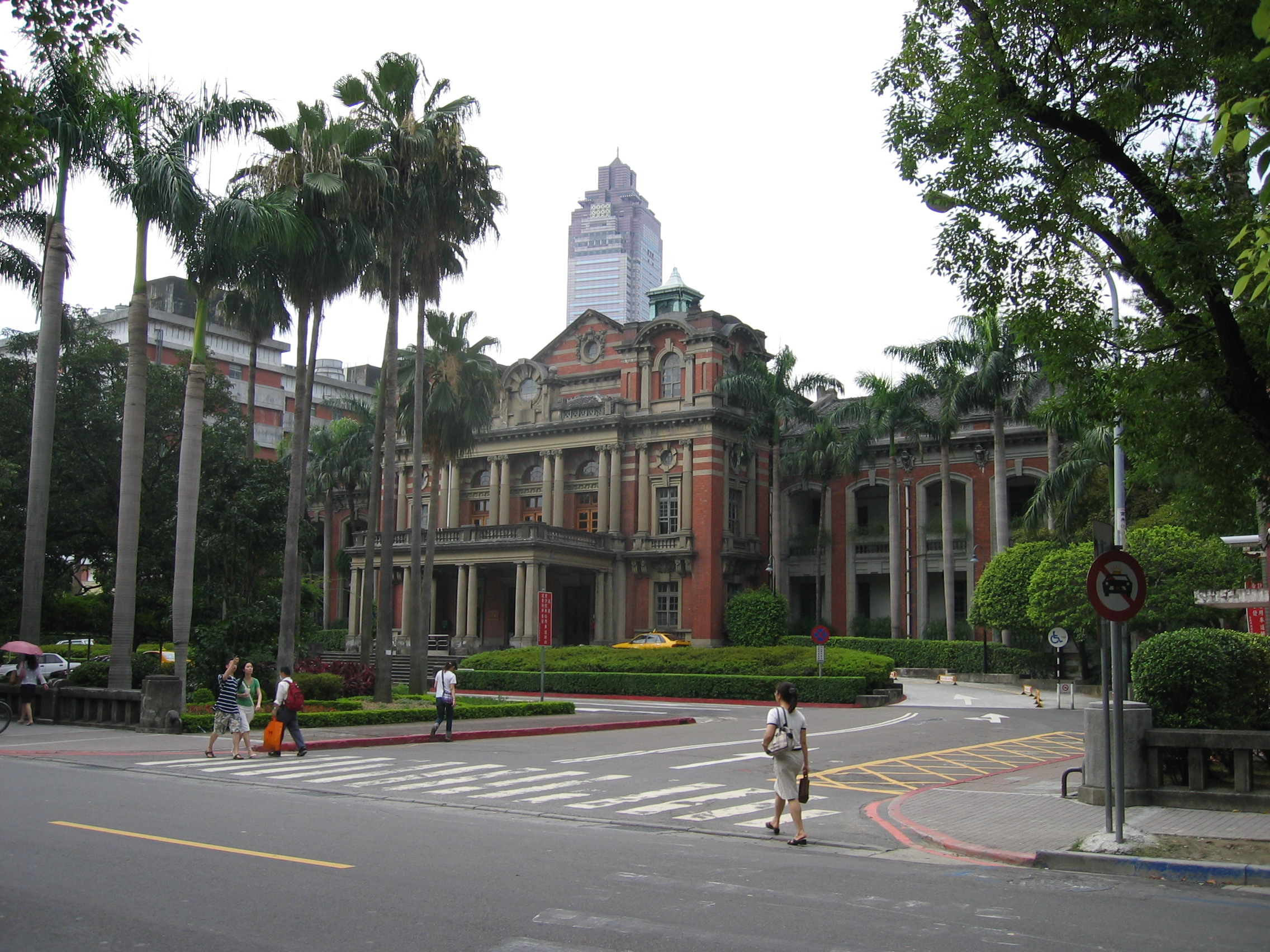
NTU Hospital

Die Einrichtung ist seit seiner Gründung durch japanische und deutsche Krankenhausorganisation geprägt. Da sich die japanische Medizin stark nach dem deutschen Vorbild gerichtet hatte, war die deutsche Sprache bis Ende des Zweiten Weltkrieges die Sprache der Mediziner. Zum Beispiel beschrieben Ärzte die Symptome des Patienten, die aus dem Anamnesegespräch erhoben wurden, auf Deutsch. Deutsch war neben Japanisch auch die Sprache der akademischen Landschaft. Zahlreiche Ergebnisse aus den hier stattfindenden Forschungen wurden auf Deutsch und Japanisch veröffentlicht.
Nach dem Zweiten Weltkrieg stellte das Krankenhaus auf das System in den USA um. Die Amerikaner unterstützten die Umstrukturierung des Krankenhauses und förderten den akademischen Austausch. Die Rolle der japanischen und deutschen Sprache in der Medizin wurde durch die chinesische und englische ersetzt, obgleich nach den Kriegen noch viele Ärzte Japanisch beherrschten.

## Zertifizierung
Das Krankenhaus erfüllt die Kriterien der Hospital-Zertifizierung nach Weltstandards.